# Karl Theodor Schäfer
Karl Theodor Schäfer (ur. 27 lipca 1900 w Essen, zm. 4 października 1974 w Bonn) – niemiecki teolog katolicki i egzegeta Nowego Testamentu w Państwowej Akademii w Braniewie oraz na Uniwersytecie w Bonn.

## Życiorys
Lata młodości spędził w Essen, gdzie założył stowarzyszenie młodzieży katolickiej Bund Neudeutschland. Studiował w Bonn, Kolonii i Rzymie teologię katolicką. W 1924 przyjął w Kolonii święcenia kapłańskie i został skierowany do posługi duszpasterskiej w Elberfeld. W latach 1925–1928 Schäfer był alumnem Papieskiego Instytutu Biblijnego w Campo Santo Teutonico w Rzymie i w 1928 roku obronił pracę doktorską w Bonn. Następnie zdał egzamin licencjacki z zakresu nauk biblijnych w Rzymie. Po uzyskaniu habilitacji w 1931 roku w Bonn w 1932 roku został powołany na stanowisko profesora nadzwyczajnego na uczelni w Ratyzbonie. W listopadzie 1933 roku podpisał Deklarację wierności niemieckich profesorów Adolfowi Hitlerowi (Bekenntnis der deutschen Professoren zu Adolf Hitler). W 1937 roku przeniósł się do Państwowej Akademii w Braniewie w Prusach Wschodnich i tam pracował do zamknięcia uczelni w 1945 roku. W Braniewie mieszkał przy Am Stadtpark 8 (pl. Wolności). Po wojnie przejął probostwo w parafii w Delhoven nad dolnym Renem. W 1946 roku został profesorem zwyczajnym Nowego Testamentu na Uniwersytecie w Bonn i tam pozostał do przejścia na emeryturę w 1969 roku. Ponadto sprawował funkcję dziekana wydziału teologii katolickiej w latach 1948/49 i 1959/60, a w latach 1956/57 i 1957/58 pełnił funkcję odpowiednio rektora i prorektora uniwersytetu.
Karl Schäfer opublikował wiele prac z zakresu Nowego Testamentu. W 1966 roku otrzymał godność prałata.